# Seda Noorlander
Seda Noorlander (Hága, 1974. május 22. –) holland teniszezőnő. 1993-ban kezdte profi pályafutását, három egyéni és huszonkét páros ITF-torna győztese. Legjobb egyéni világranglista-helyezése nyolcvanadik volt, ezt 1999 decemberében érte el.

## Eredményei Grand Slam-tornákon

### Egyéniben
| Torna           | 2003   | 2002   | 2001 | 2000   | 1999   | 1998   |
| --------------- | ------ | ------ | ---- | ------ | ------ | ------ |
| Australian Open | -      | 1. kör | -    | 1. kör | 2. kör | -      |
| Roland Garros   | -      | 1. kör | -    | 1. kör | 1. kör | -      |
| Wimbledon       | 1. kör | 1. kör | -    | 1. kör | 3. kör | 2. kör |
| US Open         | -      | -      | -    | -      | 2. kör | -      |

## Év végi világranglista-helyezései
| Év       | 1990 | 1991 | 1992 | 1993 | 1994 | 1995 | 1996 | 1997 | 1998 | 1999 | 2000 | 2001 | 2002 | 2003 | 2004 | 2005 | 2006 |
| Helyezés | 695. | 361. | 363. | 290. | 273. | 207. | 239. | 123. | 122. | 84.  | 166. | 106. | 155. | 144. | 309. | 313. | 892. |

## Külső hivatkozások
- Seda Noorlander profilja a WTA oldalán (angolul)
- Seda Noorlander profilja az ITF oldalán (angolul)
- Seda Noorlander profilja a Billie Jean King-kupa oldalán (angolul)